# Rue de Copenhague (Paris)
Pour les articles homonymes, voir Rue de Copenhague.
La rue de Copenhague est une voie du 8e arrondissement de Paris. 

## Situation et accès

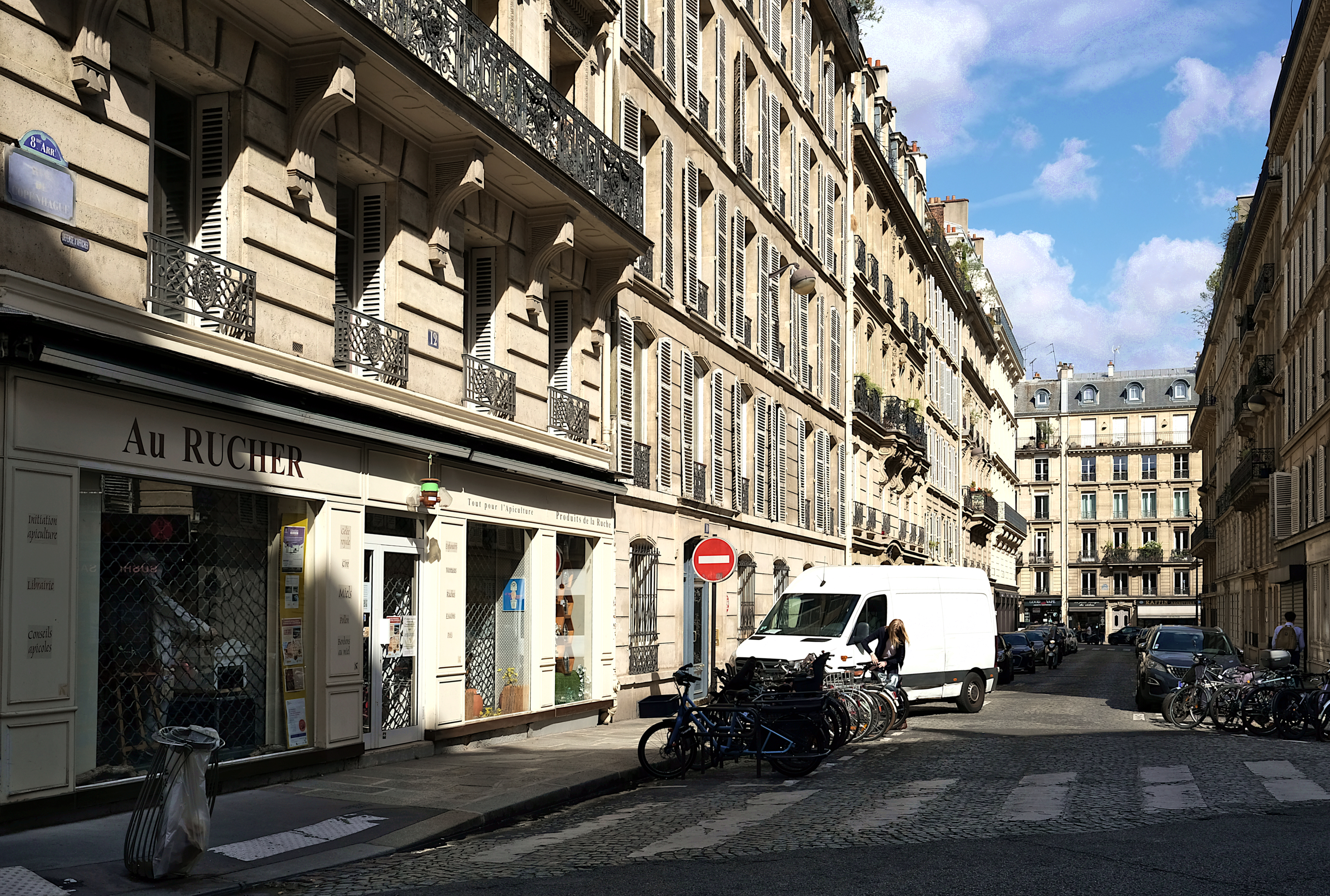
La rue vue depuis la rue de Constantinople, en septembre 2024.

Elle commence au 69, rue de Rome et se termine rue de Constantinople.

## Origine du nom
Son nom correspond à la ville de Copenhague, capitale du Danemark.

## Historique
Cette voie est ouverte par la Ville de Paris sous sa dénomination actuelle par un arrêté du 20 juillet 1868.

## Sources
- Félix de Rochegude, Promenades dans toutes les rues de Paris. VIIIe arrondissement, Paris, Hachette, 1910.